# Remchi (distrito)
Remchi é um distrito localizado na província de Tremecém, no noroeste da Argélia. Em 2008, sua população era de 84 022 habitantes.